# Werner Uebelmann

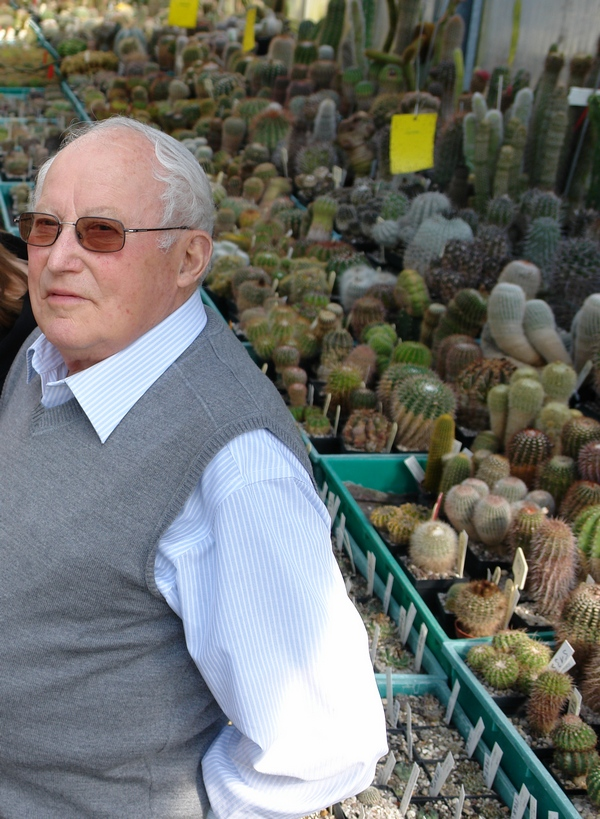
Werner J. Uebelmann (2008)

Werner J. Uebelmann (* 16. März 1921 in Aarau; † 1. März 2014 in Muri) war ein Schweizer Kakteenhändler und -sammler.

## Leben
Werner J. Uebelmann zog ab 1948 sukkulente Pflanzen auf und verkaufte sie. 1950 zog er um nach Zürich und lernte dort den Leiter der Sukkulentensammlung, Hans Krainz kennen. Gemeinsam mit ihm unternahm er 1951 eine Reise nach Süddeutschland und besuchte dort mehrere Kakteengärtnereien und botanische Gärten.
Werner J. Uebelmann gründete gemeinsam mit seiner Frau 1957 die Su-Ka-Flor AG, spezialisiert auf den Import, die Aufzucht und den Verkauf von Kakteen. Geschäftssitz waren Zürich, später Wohlen und schliesslich Sarmenstorf. In den 1960er Jahren machte er die persönliche Bekanntschaft mit dem deutschstämmigen und in Brasilien lebenden Leopoldo Horst, der für ihn in Südamerika und vor allem in Brasilien Kakteen und andere Sukkulenten sammelte. Die Funde sind mit Feldnummern festgehalten im nach Horst und Uebelmann benannten HU-Verzeichnis. Er unternahm zwischen 1967 und 1992 mehrere ausgedehnte Sammelreisen nach Brasilien, Uruguay und Paraguay.
Er war ab 1948 Mitglied der Ortsgruppe Zürich der Schweizerischen Kakteen-Gesellschaft (SKG) und wurde auf Grund seiner Verdienste 1984 deren Ehrenmitglied. 1991 wurde er Ehrenmitglied der SKG und 1999 Ehrenmitglied der Gesellschaft Österreichischer Kakteenfreunde.

## Nach Uebelmann benannte Taxa
- Werner Uebelmann zu Ehren wurde die Gattung Uebelmannia benannt.
- Ihm zu Ehren sind auch mehrere Kakteenarten benannt worden, so zum Beispiel: Parodia werneri, Tacinga werneri oder Gymnocalycium uebelmannianum.

## Schriften (Auswahl)
- Horst & Uebelmann Feldnummernliste. Selbstverlag Werner Uebelmann, 1996.